# Rosoxacina
La  rosoxacina è un principio attivo che appartiene alla classe dei chinoloni di seconda generazione, insieme alla cinoxacina e alla flumechina. Secondo alcuni testi viene indicata invece come prima generazione.

## Indicazioni
Viene utilizzato come terapia contro infezioni da gram negativi del tratto urogenitale.

## Controindicazioni
Controindicato in caso di gravidanza.